# No Way in Hell
„No Way in Hell” – dwunasty singel fińskiego zespołu Bomfunk MC’s, który został wydany w 2004 roku. Został umieszczony na albumie Reverse Psychology.

## Lista utworów
- CD singel (2004)[1]

1. „No Way in Hell” (Radio Version) – 3:46
2. „No Way in Hell” (Royal Gigolos Remix) – 5:21
3. „No Way in Hell” (Moonbootica Remix / koweSix) – 6:33
4. „No Way in Hell” (DJ Slow Remix) – 5:30
5. „No Way in Hell” (Muffler Remix) – 6:01
6. „No Way in Hell” (Accapella) – 3:25

## Notowania na listach sprzedaży
| Kraj      | Lista (2004)    | Najwyższa pozycja |
| --------- | --------------- | ----------------- |
| Finlandia | Top 20 Singles  | 8                 |
| Niemcy    | Top 100 Singles | 85                |